# 三枝春生
三枝 春生（さえぐさ はるお、1958年〈昭和33年〉 - 2022年〈令和4年〉1月12日）は、日本の古脊椎動物学者。兵庫県立大学自然・環境科学研究所准教授、兵庫県立人と自然の博物館主任研究員。学術的貢献では兵庫県産の竜脚類恐竜である丹波竜（タンバティタニス・アミキティアエ）の記載・命名で知られる。がんのため2022年1月に死去。

## 経歴
1958年に東京都にて生まれる。幼少期は怪獣映画の影響を受けて恐竜への関心を強め、山や海岸での化石採集を行った。また化石に限らず、鉱物やキノコなど収集物は自然科学の広範囲に及んだ。高校は東京都立江戸川高等学校へ進学し、在学中に長野県・野尻湖でのナウマンゾウの発掘作業に参加した。1978年に埼玉大学理学部へ進学し、生体制御学科で分子生物学を専攻し、1982年に卒業。大学在学中にも古生物学への関心が強かったことから1982年に京都大学大学院理学研究科地質学鉱物学専攻へ進学し、前述のナウマンゾウの発掘調査の指揮をした亀井節夫の指導の下、1988年に博士課程を修了し理学博士の学位を取得。
博士号取得後、同年から信州大学日本学術振興会特別研究員。1990年から兵庫県教育委員会社会教育文化財課技術職員に採用され、兵庫県立人と自然の博物館の設立準備に携わる。同館内に設置された姫路工業大学（後に兵庫県立大学として統合）自然・環境科学研究所の研究助手に就任し、同時に同館の博物館研究員に就任。2008年から兵庫県立大学准教授と博物館主任研究員に昇進。
2022年1月12日に兵庫県西宮市に位置する自宅で死去。享年63歳。

## 活動
三枝の学術研究は兵庫県明石市から産出した長鼻目哺乳類の化石から始まった。その後はステゴドン類を中心とする長鼻目の系統発生や歯の機能形態を研究し、分岐分析を取り入れた長鼻目の系統解析や現生の長鼻目の顎運動の起源に関連する議論を行った。日本国外ではエチオピアの人類化石調査をはじめとする様々な国際調査に参加し、国内では神戸層群産大型哺乳類化石と篠山層群産脊椎動物化石の調査を主導した。三枝による調査はボランティアの市民と共に進めたものであり、ボトリオドン（サンダタンジュウ）やザイサンアミノドンといった哺乳類の化石が発見されている。
恐竜の研究にも携わっており、2009年には兵庫県丹波市の下部白亜系から産出したティラノサウルス上科の歯化石を公表し、2020年には田中康平らと共に新卵属新卵種ヒメウーリサス・ムラカミイと新卵種サブティリオリサス・ヒョウゴエンシスを報告した。特筆すべきは2006年に発見され博物館に持ち込まれた丹波竜の化石であり、三枝はこの化石を鑑定して実物の恐竜の肋骨化石であると同定した。丹波竜は日本国内最大級の植物食恐竜と判明し、2014年には三枝がタンバティタニス・アミキティアエ（Tambatitanis amicitiae）と命名した。
また現在の丹波篠山市（当時の篠山市）で2010年と2011年に産出したデイノニコサウルス類の恐竜化石の研究にも携わった。この化石は2012年時点で三枝らによりトロオドン科の可能性が高いことまで突き止められていたものの、当時トロオドン科の知見が世界的に不足していたためトロオドン科としての記載・命名には至らなかった。三枝の死後、本標本に基づいてトロオドン科の新属新種ヒプノヴェナトル・マツバラエトオオエオルムが命名された。
三枝は教育普及活動にも力を入れ、その一例として3Dモデルを用いてミエゾウと丹波竜の復元骨格模型を作成した。

## 献名
2024年9月に田中公教らにより、日本産角竜であるササヤマグノームス・サエグサイが記載された。この角竜は2007年に現・丹波篠山市で化石が発見されたものであり、種小名が三枝への献名である。

## メディア出演
- 『NHKスペシャル』「これが恐竜王国ニッポンだ!」（2018年8月29日）[5]
- 『NHKスペシャル』「恐竜超世界 in Japan」（2020年3月30日）[13]
- 『ダーウィンが来た!』「日本で大発見!恐竜新世界」[14]（2021年8月22日）[15]